# Andando a spasso
Andando a spasso (Going Bye-Bye!) è un cortometraggio del 1934 con Stanlio e Ollio.

## Trama
Stanlio e Ollio assistono al processo del malvivente Butch, che hanno contribuito a consegnare alla giustizia. Questi viene condannato all'ergastolo, e minaccia i due amici che, se uscirà di prigione, si vendicherà legando loro le gambe attorno al collo. Impauriti, Stanlio e Ollio vogliono lasciare la città ma, non possedendo abbastanza denaro, decidono di mettere un annuncio sul giornale cercando qualcuno con cui condividere le spese per il viaggio.
La sera seguente vengono contattati da una signora interessata all'annuncio. Mentre i due si dirigono a casa della donna, il marito - che si rivela essere Butch - fugge di galera e arriva a casa, nascosto dalla donna in un baule nel quale rimane chiuso senza poter uscire.
La donna chiede aiuto a Stanlio e Ollio, che riescono ad aprirlo con fatica. Attraverso un foro praticato nel baule Butch riconosce Ollio, così, appena il mobile viene distrutto dai getti d'acqua, insegue i due malcapitati fuggiti nella stanza vicina. A questo punto la polizia giunge nell'appartamento e arresta l'evaso, non prima che questi abbia posto in atto i suoi propositi vendicativi.

## Produzione
Per le riprese fuori dal tribunale, venne scelto il 9770 di Culver Boulevard a Culver City, mentre il resto della pellicola venne girato presso gli Hal Roach Studios.

## Distribuzione
Distribuito dalla Metro-Goldwyn-Mayer (MGM), il film uscì nelle sale cinematografiche USA il 23 giugno 1934.
La versione doppiata da Mauro Zambuto e Alberto Sordi fa parte del film di montaggio del 1946 Fuori da quelle muraglie. In questo montaggio di 4 comiche, i dialoghi in parte sono cambiati, per fare avere alle comiche un filo logico. Il film si presenta come un apocrifo sequel di Muraglie (1931), in cui il bandito Tigre (Walter Long) fugge dal carcere, denunciato da Stanlio e Ollio, e promette vendetta, costringendo i due a un piano di fuga dalla città.
Il secondo doppiaggio RAI di Croccolo-Latini è fedele ai dialoghi originali.